# Destutia
Destutia là một chi bướm đêm thuộc họ Geometridae.

## Các loài
- Destutia excelsa (Strecker, 1878)
- Destutia flumenata (Pearsall, 1906)
- Destutia novata Grossbeck, 1908
- Destutia oblentaria (Grote, 1883)